# Schlag (Militär)
Der Schlag oder Stoß im militärischen Sinn ist eine Form der offensiven Kampfhandlungen (vorwiegend der Angriffshandlungen) im operativen oder taktischen Maßstab, die auf die Zerschlagung einer gegnerischen Gruppierung gerichtet ist.
Der Schlag (Stoß) beinhaltet den kurzzeitigen massierten Feuerschlag (Feuerüberfall) und die zielstrebige Bewegung (das Manöver) der Truppen (Kräfte) frontal auf den Gegner, in seine Flanke(n) und/oder seinen Rücken.
Jede Teilstreitkraft ist in der Lage, selbstständig oder im Zusammenwirken mit anderen Teilstreitkräften Schläge durchzuführen.

## Begriffsherkunft von Schlag (Stoß)
Das Wort Schlag ist als das Abstraktum zum starken Verb schlagen anzusehen, das vor dem 6. Jahrhundert aus dem mittelhochdeutschen slahen, dem althochdeutschen und altsächsischen slahan sowie aus (gemein-) germanisch slah-a- ‘schlagen‘ nachzuweisen ist.
Das Wort Stoß ist als das Abstraktum zum starken Verb stoßen anzusehen, das vor dem 9. Jahrhundert aus dem mittelhochdeutschen stōzen, dem althochdeutschen stōzan, dem altsächsischen stōtan und aus (gemein-) germanisch staut-a- als ‘stoßen‘ sowie zu lateinisch tundere als ‘schlagen, stoßen‘ nachzuweisen ist.
Die synonyme Verwendung der beiden Begriffe ist festzustellen und findet sich auch bei Carl von Clausewitz (1780–1831) in seinem in den 1820er Jahren entstandenen Buch Vom Kriege hinsichtlich des militärischen synonymen Sinngehalts. Zum Beispiel verwendet das dritte Kapitel des vierten Buches im ersten Teil wechselweise die Begriffe Schlag und Stoß (einfacher, zusammengesetzter Stoß und Gegenstoß).

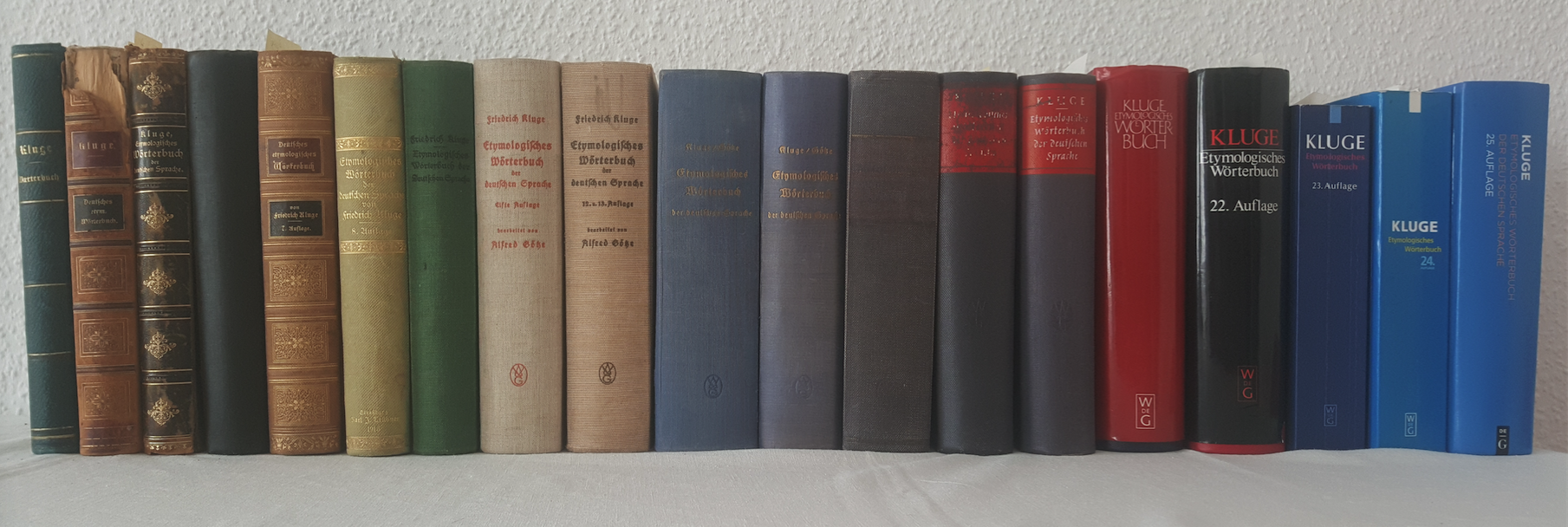
Friedrich Kluge: Etymologisches Wörterbuch 1883–2011
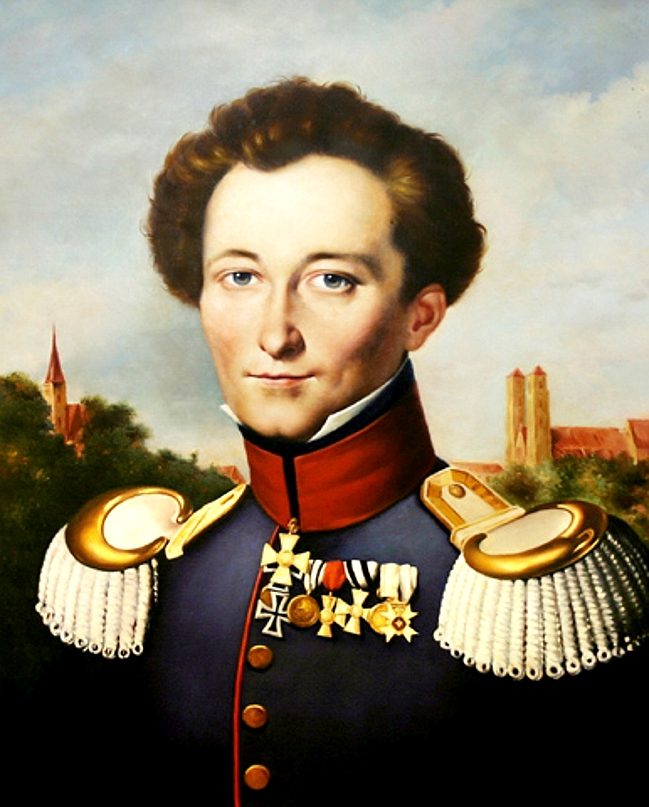
Carl von Clausewitz (1780–1831)
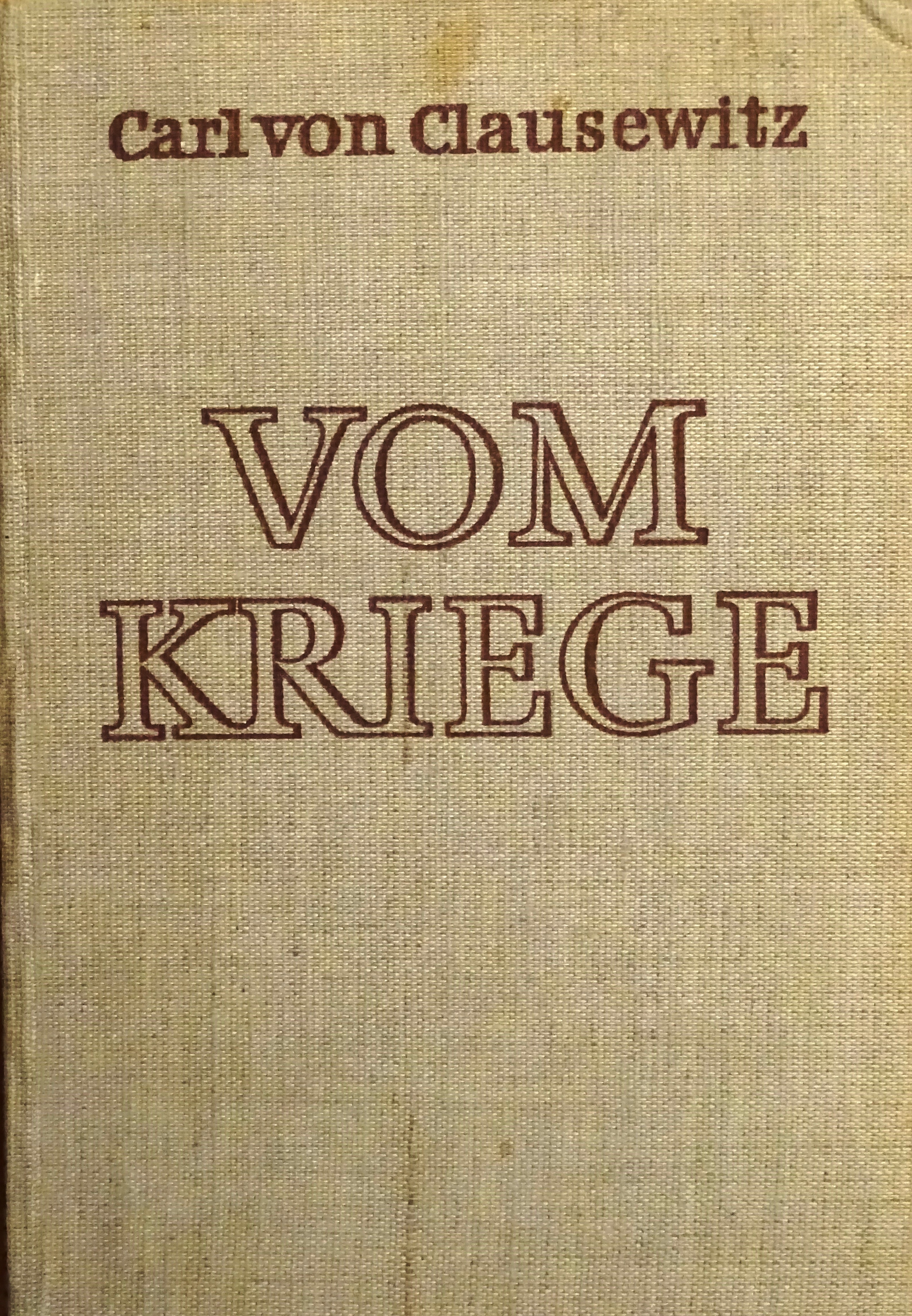
Clausewitz’ Werk Vom Kriege, hrsg. Berlin 1957, SLUB Dresden

## Wesensmerkmale des Schlags (Stoßes)

Schema: Buchara-Operation (1920) Schlag in eine Richtung, aufeinanderfolgend

Schema zur Operationslage (1944) Gegenoffensive in den Ardennen, Schlag in einer Hauptrichtung

Karte zur strategischen Operation „Uran“ 1942 (Battle of Stalingrad) Schlag in mehrere Richtungen,
in beide Flanken (Umfassung)

### Bestandteile und Ziel des Schlags (Stoßes)
Der Schlag (Stoß) im militärischen Sinn ist eine Form des operativen und Gefechtseinsatzes der Raketentruppen, der Landstreitkräfte (des Heeres), der Luftstreitkräfte (Luftwaffe, Luft-Weltraum-Streitkräfte), Seestreitkräfte (Marine) in Operationen und Gefechten.
Der Schlag (Stoß) beinhaltet in enger Wechselwirkung den kurzzeitigen mächtigen Feuerschlag (Feuerüberfall) auf die gegnerische Gruppierung und/oder die Stoßbewegung der Truppen (Kräfte), z. B. der Bodentruppen (Panzertruppen, Mot.-Schützen-/Mechanisierte u. a. Truppen).
Ziel des Schlags (Stoßes) ist Zerschlagung einer angreifenden oder sich verteidigenden, einer sich zurückziehenden oder in der Verlegung (auf dem Marsch) befindlichen Gruppierung des Gegners.

### Arten des Schlags (Stoßes) nach Kriterien
Nach dem Charakter der Bewegung (des Manövers) der Truppen (Kräfte) werden drei Grundformen des Schlags (Stoßes) unterschieden: der frontale Schlag (Stoß), der Flankenschlag (-stoß), der Schlag (Stoß) in den Rücken.
Nach dem Maßstab kann jede dieser Grundformen im taktischen oder im operativen oder im strategischen Rahmen durchgeführt werden.
Nach dem Umfang der einbezogenen Kräfte (Mittel) können massierte Schläge, konzentrierte Schläge, Einzelschläge und/oder Gruppenschläge geführt werden.
Nach der Art der einbezogenen Truppen (Kräfte, Mittel) sind zu unterscheiden: der Schlag mit (strategischen) Raketentruppen, der Schlag mit Bodentruppen, der Schlag mit Fliegerkräften, der Schlag mit Flottenkräften.
Nach der Zeit und Reihenfolge werden Schläge bezeichnet als Erster (massierter) Schlag und Folgender Schlag.
Nach der Methode wird unterschieden zwischen dem einmaligen Schlag und aufeinanderfolgenden Schlägen.
Bezüglich der Richtung kann die Zerschlagung einer bestimmten gegnerischen Gruppierung in einer oder  in mehreren Richtungen erfolgen.
Bei der Durchführung des Schlags (Stoßes) in mehrere Richtungen wird die entscheidende als Hauptschlagrichtung (Richtung des Hauptschlags) bestimmt, in der die Hauptkräfte der angreifenden Truppen (Kräfte) das Feuer und die Bewegung (das Manöver, den „Stoß“) führen. Die Handlungen in der anderen Richtung sind durch geringeren Kräfteeinsatz gekennzeichnet.
In der Dynamik des Gefechts (der Operation) können mittels Umgruppierung, Manöver und Einführung weiterer Kräfte diese Schlagrichtungen verstärkt, getauscht, verändert oder erweitert werden.
Die Absicht zum Einsatz taktischer oder operativer Nuklearwaffen in der Hauptschlagrichtung oder anderswo kann nur als irrational bezeichnet werden, weil aufgrund der kombinierten Vernichtungswirkung (aus den Faktoren Druckwelle, Lichtstrahlung, elektromagnetischer Impuls, Sofortkernstrahlung, Restkernstrahlung) und den (militär-)politischen Folgewirkungen die Allesvernichtung beider Seiten droht.